# Caldeirão Grande do Piauí
Caldeirão Grande do Piauí é um município brasileiro do estado do Piauí. Localiza-se a uma latitude 07º19'55" sul e a uma longitude 40º38'14" oeste, estando a uma altitude de 0 metros. Sua população estimada em 2004 era de 5.499 habitantes. Possui uma área de 453,96 km². É cercado por uma imensa massa florestal correspondente a Chapada do Araripe, a qual na região se denomina Serra dos Côcos.

## Localização
| Noroeste: Alegrete do Piauí | Norte: Fronteiras               | Nordeste: Salitre/CE  |
| Oeste: Francisco Macedo     |                                 | Leste: Salitre/CE     |
| Sudoeste: Marcolândia       | Sul: Marcolândia e Araripina/PE | Sudeste: Araripina/PE |